# Joseph Guasch
Pas d'image ? Cliquez ici

a Compétitions nationales et continentales officielles uniquement.

Joseph Maria Guasch, né le 1er décembre 1931 à L'Espluga de Francolí (Espagne) et décédé le 11 novembre 1993 à Villelongue-de-la-Salanque, est un joueur français de rugby à XIII et à XV. Il évoluait au poste de talonneur et pilier dans les années 1940 et 1950.
Il commence sa carrière sportive par le rugby à XV sous les couleurs de l'USA Perpignan avec lequel il dispute la finale du Championnat de France en 1952 contre Lourdes de Jean Prat. Il opte ensuite pour le rugby à XIII à l'instar de son coéquipier Sylvain Ménichelli en rejoignant le XIII Catalan et y remporte le Championnat de France en 1957 ainsi que la Coupe de France en 1959 aux côtés de Francis Lévy, Élie Brousse et Puig-Aubert sous la direction de Jep Maso.

## Biographie
Ses fils, Bernard Guasch et Bruno Guasch, ont été joueurs de rugby à XIII au XIII Catalan et Saint-Estève cumulant des titres de Championnat de France dans les années 1970 et 1980, Bernard étant également devenu plus tard le créateur et président des Dragons Catalans. Son petit-fils Joan Guasch a également été joueur de rugby à XIII et a été champion de France avec Saint-Estève XIII Catalan et Lézignan dans les années 2010 et 2020.

## Palmarès

### Rugby à XV
- Collectif :
  - Finaliste du Championnat de France : 1952 (USA Perpignan).

### Rugby à XIII
- Collectif :
  - Vainqueur du Championnat de France : 1957 (XIII Catalan).
  - Vainqueur de la Coupe de France : 1959 (XIII Catalan).
  - Finaliste de la Coupe de France : 1954 et 1957 (XIII Catalan).